# Кубок Кыргызстана по футболу 2006
Кубок Кыргызстана по футболу 2006 года, также известный как Кубок Независимости — 15-й розыгрыш ежегодного футбольного клубного турнира, второго по значимости в стране.
Финальный матч прошёл в Бишкеке на стадионе «Спартак». В третий раз подряд в финалах встречались «Дордой-Динамо» (Нарын) и «Жаштык-Ак-Алтын» (Кара-Суу) и в третий раз победу одержал «Дордой-Динамо». Для «Жаштыка» этот финал стал шестым проигранным финалом подряд, что стало мировым рекордом.

## Формат
Турнир стартовал со стадии 1/32 финала. На ранних стадиях команды были разделены по региональным зонам (Север и Юг). В начальных раундах хозяином поля является команда, которая выступает в лиге, низшей по рангу, однако в ряде случаев это правило не соблюдалось. Если встречаются команды одной лиги, то хозяин поля определяется в результате жеребьёвки. Четвертьфиналы и полуфиналы разыгрывались в двух матчах, на поле каждого из соперников.
Команды Высшей лиги взяли старт со стадии 1/16 финала.

## Участники турнира

### Представительство участников
| Раунд       | Оставшихся команд | Участвует команд | Победителей из предыдущего раунда | Новые участники в этом раунде | Лиги, участвующие в этом раунде | Игровые дни по расписанию  |
| ----------- | ----------------- | ---------------- | --------------------------------- | ----------------------------- | ------------------------------- | -------------------------- |
| 1/32 финала | 40                | 16               | 0                                 | 16                            | Первая, Вторая                  | даты неизвестны            |
| 1/16 финала | 32                | 32               | 8                                 | 24                            | Высшая, Первая, Вторая          | 17 апреля 2006 года        |
| 1/8 финала  | 16                | 16               | 16                                | нет                           | -                               | 3, 5, 16, 19 мая 2006 года |
| 1/4 финала  | 8                 | 8                | 8                                 | нет                           | -                               | 21-31 мая 2006 года        |
| 1/2 финала  | 4                 | 4                | 4                                 | нет                           | -                               | 8, 15, 26 июля 2006 года   |
| Финал       | 2                 | 2                | 2                                 | нет                           | -                               | 31 августа 2006 года       |

### Клубы-участники
Для участия в розыгрыше Кубка подали заявку 9 из 11 клубов Высшей лиги (кроме «Мурас-Спорт» Бишкек и «Достук» Узген), 7 из 10 клубов Северной зоны Первой лиги (кроме «Счастливый день» Кант, «Алыкул Осмонов» Каинда и молодёжной сборной Кыргызстана) и 24 клуба, представлявших Южную зону Первой лиги, Вторую лигу или более низшие дивизионы.
Представленный в источниках список результатов, возможно, не полон. Также, возможно, одни и те же матчи в источниках отнесены к 1/32 или 1/16 финала[уточнить].
Клубы, принявшие участие в турнире:
| Высшая лига 9 из 11 клубов | Первая лига (Север) 7 из 10 клубов | Первая лига и ниже (Юг) 13 клубов | Вторая лига и ниже (Север) 11 клубов |
| - Абдыш-Ата (Кант) - Ак-Бура (Ош) - Алай (Ош) - Динамо (Араван) - Дордой-Динамо (Нарын) - Жаштык-Ак-Алтын (Кара-Суу) - Шахтёр (Кызыл-Кия) - Шер-Ак-Дан (Бишкек) - Юношеская сборная Кыргызстана | - Ала-Тоо (Нарын) - Иссык-Куль (Каракол) - Наше пиво (Кант) - Пиво (Беловодское) - Технолог (Талас) - Шоро-92 (Бишкек) - Эгриси-Берекет (Бишкек) | - Алай-2 (Ош) - ФК Баткен - ФК Баткен-2 - ФК Джалал-Абад - Жаштык-Ак-Алтын-2 (Кара-Суу) - ФК Кочкор-Ата - Курбанов-100 (Уч-Коргон) - ФК Маркай - ФК Ноокат - Ноокен (Ноокенский район) - ПАТП (Ош) - Сейил (Кашгар-Кишлак) - Шахтёр (Таш-Кумыр) | - Атай-Груп (Кара-Балта) - Дандыбай (Чуйская область) - Иссык-Ата - Иссык-Куль-2 (Каракол)[уточнить] - ФК Кара-Балта - ФК Каракол - ФК Нарын - ФК Нарын-2[уточнить] - ФК Талас - ФК Талас-2[уточнить] - ФШМ Бишкек |

## 1/32 финала
| Команда 1                     | Результат | Команда 2                 |
| ----------------------------- | --------- | ------------------------- |
| даты неизвестны (апрель 2006) |           |                           |
| ФК Нарын (III?)               | 2:1       | ФК Нарын-2 (III?)         |
| Пиво Беловодское (II)         | 3:0       | Дандыбай (III?)           |
| Атай-Груп Кара-Балта (III?)   | -:+       | Кара-Балта (III?)         |
| Шоро-92 (II)                  | +:-       | ФШМ Бишкек (III?)         |
| ФК Талас (III?)               | +:-       | ФК Талас-2 (III?)         |
| Иссык-Куль (II)               | +:-       | Иссык-Куль-2 (III?)       |
| Жаштык-Ак-Алтын-2 (II?)       | +:-       | Ноокат (II?)              |
| Алай-2 (II?)                  | п:в       | Сейил Кашгар-Кишлак (II?) |

## 1/16 финала
О результатах 9 матчей сведений нет[уточнить]. По данным footballfacts.ru в этих матчах засчитаны технические поражения.
| Команда 1                 | Результат | Команда 2                         |
| ------------------------- | --------- | --------------------------------- |
| 17 апреля 2006            |           |                                   |
| Жаштык-Ак-Алтын (I)       | 5:0       | Шахтёр Таш-Кумыр (II?)            |
| ФК Нарын (III?)           | 1:2       | Ала-Тоо (II)                      |
| Шер-Ак-Дан (I)            | 3:1       | Наше пиво (II)                    |
| Эгриси-Берекет (II)       | 3:0       | Иссык-Ата (III?)                  |
| Кара-Балта (III?)         | -:+       | Абдыш-Ата (I)                     |
| ФК Каракол (III?)         | -:+       | Иссык-Куль (II)                   |
| ФК Талас (III?)           | -:+       | Технолог Талас (II)               |
| Пиво Беловодское (II)     | п:в       | Юношеская сборная Кыргызстана (I) |
| Шоро-92 (II)              | п:в       | Дордой-Динамо (I)                 |
| Баткен (II?)              | п:в       | Курбанов-100 Уч-Коргон (II?)      |
| Баткен-2 (II?)            | п:в       | Алай (I)                          |
| Жаштык-Ак-Алтын-2 (II?)   | п:в       | Шахтёр Кызыл-Кия (I)              |
| ПАТП Ош (II?)             | п:в       | Динамо Араван (I)                 |
| Маркай (II?)              | п:в       | Ак-Бура Ош (I)                    |
| Сейил Кашгар-Кишлак (II?) | п:в       | Джалал-Абад (II?)                 |
| Ноокен (II?)              | в:п       | Кочкор-Ата (II?)                  |

## 1/8 финала
| Команда 1                         | Результат | Команда 2           |
| --------------------------------- | --------- | ------------------- |
| 3 мая 2006                        |           |                     |
| Шахтёр Кызыл-Кия (I)              | 5:0       | Динамо Араван (I)   |
| Джалал-Абад (II?)                 | 2:3       | Жаштык-Ак-Алтын (I) |
| Курбанов-100 Уч-Коргон (II?)      | -:+       | Алай (I)            |
| Ак-Бура Ош (I)                    | +:-       | Ноокен (II?)        |
| 5 мая 2006                        |           |                     |
| Иссык-Куль (II)                   | 1:2       | Шер-Ак-Дан (I)      |
| 6 мая 2006                        |           |                     |
| Ала-Тоо (II)                      | 0:6       | Абдыш-Ата (I)       |
| Юношеская сборная Кыргызстана (I) | 0:6       | Дордой-Динамо (I)   |
| 19 мая 2006                       |           |                     |
| Эгриси-Берекет (II)               | 1:2       | Технолог Талас (II) |

## 1/4 финала
| Команда 1           | Итог | Команда 2            | 1-й матч | 2-й матч |
| ------------------- | ---- | -------------------- | -------- | -------- |
| Шер-Ак-Дан (I)      | 3:1  | Технолог Талас (II)  | 2:1      | 1:0      |
| Алай (I)            | 4:3  | Шахтёр Кызыл-Кия (I) | 1:0      | 3:3      |
| Жаштык-Ак-Алтын (I) | 9:1  | Ак-Бура Ош (I)       | 4:1      | 5:0      |
| Дордой-Динамо (I)   | 3:1  | Абдыш-Ата (I)        | 2:0      | 1:1      |

| Шер                                          | 2:1 | Технолог      |
| -------------------------------------------- | --- | ------------- |
| Алексей Солдатов 12′ · Бауржан Есенкулов 60′ |     | Торокулов 57′ |

| Технолог | 0:1 | Шер                 |
| -------- | --- | ------------------- |
|          |     | Айбек Орозалиев 79′ |

| Алай                | 1:0 | Шахтёр Кызыл-Кия |
| ------------------- | --- | ---------------- |
| Азамат Байматов 79′ |     |                  |

| Шахтёр Кызыл-Кия                               | 3:3 | Алай                                                             |
| ---------------------------------------------- | --- | ---------------------------------------------------------------- |
| Айбек Кошбеков 49′, 58′ · Хасанбой Эргашев 75′ |     | Умиджан Абдуллаев 18′ · Нуршат Маматов 24′ · Алмаз Мирзалиев 47′ |

| Ак-Бура                 | 1:4 | Жаштык-Ак-Алтын                                                      |
| ----------------------- | --- | -------------------------------------------------------------------- |
| Шерзод Абдырахманов 20′ |     | Жахангир Кадыров 3′ · Евгений Болдыгин 58′, 79′ · Исмаил Маликов 86′ |

| Жаштык-Ак-Алтын                                                                                          | 5:0 | Ак-Бура |
| --- | --- | ------- |
| Евгений Болдыгин 7′ · Виталий Тимофеев 15′ · Ильхом Исраилов 46′ · Пазилов 47′ · Бакыт Баргыбай уулу 85′ |     |         |

| Дордой-Динамо                         | 2:0 | Абдыш-Ата |
| ------------------------------------- | --- | --------- |
| Айбек Бокоев 14′ · Вадим Харченко 60′ |     |           |

| Абдыш-Ата              | 1:1 | Дордой-Динамо      |
| ---------------------- | --- | ------------------ |
| Владимир Калюбин 90+2′ |     | Роман Корнилов 43′ |

## 1/2 финала
| Команда 1       | Итог | Команда 2  | 1-й матч | 2-й матч |
| --------------- | ---- | ---------- | -------- | -------- |
| Жаштык-Ак-Алтын | 2:1  | Алай       | 0:0      | 2:1      |
| Дордой-Динамо   | 6:1  | Шер-Ак-Дан | 2:0      | 4:1      |

| Жаштык-Ак-Алтын | 0:0 | Алай |
| --------------- | --- | ---- |
|                 |     |      |

| Алай               | 1:2 | Жаштык-Ак-Алтын                               |
| ------------------ | --- | --------------------------------------------- |
| Акбар Юсупов 90+3′ |     | Бакыт Баргыбай уулу 58′ · Ильхом Исраилов 61′ |

| Шер | 0:2 | Дордой-Динамо                   |
| --- | --- | ------------------------------- |
|     |     | Роман Корнилов · Марлен Касымов |

| Дордой-Динамо                                                                          | 4:1 | Шер                  |
| -------------------------------------------------------------------------------------- | --- | -------------------- |
| Руслан Джамшидов 9′ · Замирбек Жумагулов 24′ · Роман Корнилов 32′ · Игорь Кудренко 60′ |     | Таалай Джуматаев 23′ |

## Финал
| Жаштык-Ак-Алтын | 0:4 | Дордой-Динамо                                                                            |
| --------------- | --- | ---------------------------------------------------------------------------------------- |
|                 |     | Исмаил Маликов 26′ (авт.) · Марлен Касымов 33′ · Игорь Кудренко 65′ · Андрей Краснов 85′ |

|                 |   |                      |  |     |
|                 |   |                      |  |     |
| ВР              | ? | Рустам Маматкасымов  |  |     |
| ЗЩ              | ? | Исмаил Маликов       |  |     |
| ЗЩ              | ? | Илхом Зайлабетдинов  |  |     |
| ЗЩ              | ? | Улугбек Рискулов     |  |     |
| ЗЩ              | ? | Даврон Аскаров       |  | 89' |
| ПЗ              | ? | Абдугафар Хакимов    |  |     |
| ПЗ              | ? | Рафаэль Муслимов     |  |     |
| ПЗ              | ? | Бакыт Баргыбай уулу  |  |     |
| ПЗ              | ? | Виталий Тимофеев     |  | 67' |
| НП              | ? | Жахангир Кадыров     |  | 73' |
| НП              | ? | Евгений Болдыгин     |  |     |
| Запасные:       |   |                      |  |     |
| ПЗ              | ? | Ильхом Исраилов      |  | 67' |
| ЗЩ              | ? | Ахроржон Рахманжонов |  | 73' |
| НП              | ? | Ашот Вердоян         |  | 89' |
| Главный тренер: |   |                      |  |     |
| нет данных      |   |                      |  |     |

|                  |   |                     |  |     |
|                  |   |                     |  |     |
| ВР               | ? | Валерий Кашуба      |  | 89' |
| ЗЩ               | ? | Талант Самсалиев    |  | 74' |
| ЗЩ               | ? | Игорь Кудренко      |  |     |
| ЗЩ               | ? | Марлен Касымов      |  | 65' |
| ЗЩ               | ? | Сергей Князев       |  |     |
| ПЗ               | ? | Руслан Сыдыков      |  |     |
| ПЗ               | ? | Азамат Ишенбаев     |  |     |
| ПЗ               | ? | Владимир Чертков    |  | 73' |
| НП               | ? | Роман Корнилов      |  | 67' |
| НП               | ? | Валерий Березовский |  | 70' |
| ПЗ               | ? | Вадим Харченко      |  |     |
| Запасные:        |   |                     |  |     |
| ВР               | ? | Владислав Волков    |  | 89' |
| ЗЩ               | ? | Нурбек Ахатов       |  | 74' |
| ПЗ               | ? | Руслан Джамшидов    |  | 65' |
| НП               | ? | Андрей Краснов      |  | 73' |
| НП               | ? | Замирбек Жумагулов  |  | 67' |
| ЗЩ               | ? | Айбек Бокоев        |  | 70' |
| Главный тренер:  |   |                     |  |     |
| Борис Подкорытов |   |                     |  |     |

| Судейская бригада - Главный арбитр: Эмиль Бусурманкулов (Бишкек) - Помощники главного арбитра: - Дамир Джаныбеков (Бишкек) - Владимир Бочкарёв (Бишкек) - Четвёртый арбитр: Юрий Ерошенко (Бишкек) - Инспектор матча: - Комиссар матча: | Регламент матча - 90 минут основного времени. - Дополнительное время и Послематчевые пенальти в случае необходимости. - 7 запасных с каждой стороны. - Максимальное количество замен — нет данных. |